# Хищные земли
«Хи́щные зе́мли» (англ. Elevation) — американский постапокалиптический триллер режиссёра Джорджа Нолфи. В фильме снялись Энтони Маки, Морена Баккарин, Мэдди Хассон и Тони Голдуин.
Премьера фильма в США состоялась 8 ноября 2024 года.

## Сюжет
Постапокалиптическое будущее. Уже три года прошло с тех пор, как мир был захвачен странными опасными существами, выползшими из-под земли, которых называют Жнецами. Они уничтожили почти все человечество буквально за пару месяцев, и теперь выжившие вынуждены прятаться высоко в горах, потому что Жнецы по какой-то причине не поднимаются выше отметки в 2500 метров. 
В одной из общин живет отец-одиночка Уилл со своим маленьким сыном Хантером, у которого есть проблемы с легкими и для дыхания ему требуются специальные фильтры. Жена Уилла, Тара, погибла в одной из вылазок, которые совершают выжившие, чтобы исследовать поведение Жнецов и найти их слабые места. 
Уилл понимает, что фильтры для Хантера скоро закончатся, и уговаривает Нину - одну из исследовательниц - присоединиться к нему, чтобы совершить вылазку в один из ближайших городков, Боулдер, за фильтрами для сына, а также чтобы добраться до бывшей лаборатории Нины, в которой она исследовала способы уничтожения Жнецов.
Нина неохотно соглашается, и к ним присоединяется подруга Уилла, Кэти. 
Путь пролегает через долину с горнолыжным курортом. Здесь героям встречается табун лошадей - очевидно, Жнецам интересны только люди, на животных они не охотятся. Здесь атака Жнеца не увенчалась успехом. Затем нужно пройти гору через шахту. Предполагаемый путь с опасным участком всего в 200 с лишним метров оказывается завален. Тогда Уилл предлагает спуститься на уровень ниже - ниже границы безопасности. Здесь они встречают ещё одного Жнеца, который в буквальном смысле их обнюхивает: герои задерживают дыхание и обманывают тварь. Но Кэти не успевает пробраться в лаз, за что была убита.
В домике рейнджера Уилл и Нина ночуют, обсуждают "волшебную" пулю, которая сможет пробить чешую жнецов. Утром на пикапе они съезжают из безопасной зоны в город, в больницу. Уилл находит нужные фильтры, но и их находит жнец. После погони по этажам больницы Уилл прикрывает отход Нины взрывом кислородных баллонов - охотника выносит волной на улицу, он лежит без движения. Во время отхода из больницы Нина уговаривает Уилла заехать к ней в старую лабораторию - там она собирает состав для наконечника пули. Во время высыхания она рассматривает семейное фото и  рассказывает о своём последнем дне до наступления апокалипсиса.
Однако опыт не дал результата - пуля не пробила чешую жнеца, именно поэтому она осталась в лаборатории, а Уилла отправила домой, к Хантеру. Нина всё пробует и пробует различные составы и совсем не замечает на движение навигатора. Наконец, очередной состав готов и пуля лети в живого жнеца.
Тем временем Уилл торопится к границе. Пикап переворачивается, Уилл бежит, но не успевает пару метров - ещё один жнец преграждает ему дорогу. И снизу ещё парочка крадётся. И в самый последний момент Нина стреляет в жнецов. Они взрываются синей вспышкой. По остаткам жнецов герои понимают, что это не живые создания, а машины. Вопросы "кому это надо" и "почему такая высота" остаются висеть в воздухе.
В посёлке Нина поднимает флаг весёлого Роджера. Далее все возможные патроны обмазываются составом, разработанном Ниной, и уничтожение машин начинается полным ходом.
...Однако в титрах мы видим три летящие к Земле кометы...

## В ролях
- Энтони Маки - Уилл;
- Морена Баккарин - Нина;
- Мэдди Хассон - Кэти;
- Тони Голдуин
- Дэнни Бойд-младший - Хантер.

## Производство
В октябре 2022 года стало известно, что Джордж Нолфи снимет постапокалиптический экшн-триллер «Хищные земли» (англ. Elevation). На главные роли были утверждены Энтони Маки, Морена Баккарин и Мэдди Хассон. В мае 2024 года права на дистрибуцию фильма приобрела компания Vertical.
Съёмки прошли в Колорадо с ноября 2022 года по конец марта 2023 года.
26 сентября вышел первый трейлер фильма.
Премьера фильма в кинотеатрах США состоялась 8 ноября 2024 года.